# Richard Randriamandrato
Dans le nom malgache Randriamandrato Richard, le nom de famille précède le prénom, mais cet article utilise l’ordre habituel en français Richard Randriamandrato, où le prénom précède le nom.
Richard Randriamandrato est un homme politique malgache. Il a été ministre de l'Économie et des Finances de 2019 à 2021, puis ministre des Affaires étrangères au cours de l'année 2022.

## Biographie

### Formation
Diplômé en science politique et en relations internationales de l’Institut d’études politiques d’Aix-en-Provence et du Centre d'études des relations internationales et stratégiques de Bruxelles, il se spécialise en finance internationale à l'université de Georgetown à Washington.

### Carrière professionnelle
Après avoir commencé sa carrière au sein de l'Organisation internationale du travail, il œuvre comme expert auprès de la Banque mondiale dans le cadre du développement du secteur privé à Madagascar. De retour à Madagascar en 1998, il est nommé directeur de cabinet du Ministère des Affaires étrangères. Il travaille ensuite pendant plusieurs années (2001-2009) comme directeur de la planification stratégique et de la recherche auprès du Marché commun de l'Afrique orientale et australe (COMESA) et auprès de l'Union africaine.

### Carrière politique
Membre de l’équipe d’experts de l’Initiative pour l'émergence de Madagascar, conseiller spécial du premier ministre Christian Ntsay, chargé des relations avec les partenaires techniques et financiers et la coopération, il entre au gouvernement en janvier 2019 en devenant ministre de l'Économie et des Finances. 
Il occupe ce poste jusqu'en août 2021, puis est nommé ministre des Affaires étrangères en mars 2022. Le 18 octobre 2022, il est limogé après avoir voté la résolution des Nations-Unies condamnant « les annexions illégales de la Russie en Ukraine », alors que son pays revendiquait jusque-là une position non-alignée.
En août 2024, il candidate à la présidence de la Commission de l'Union africaine qui se déroule en février 2025. Randriamandrato se retire du scrutin au troisième tour et Mahamoud Ali Youssouf est élu au 7e tour.